# Corgoň Liga 2011/12
De Corgoň Liga 2011/12 was het negentiende seizoen in de hoogste afdeling van het Slowaakse voetbal sinds de introductie van de topliga in 1993. De competitie begon op 15 juli 2011 en eindigde op 20 mei 2012. MŠK Žilina won voor de 6e keer het kampioenschap en kwam daarmee op gelijke hoogte met titelverdediger ŠK Slovan Bratislava.

## Uitslagen
|                   | AST     | DBB     | DUN     | KOŠ     | NIT     | RUŽ     | SEN     | SLO     | TRN     | PRE     | ZLA     | ŽIL     |
| ----------------- | ------- | ------- | ------- | ------- | ------- | ------- | ------- | ------- | ------- | ------- | ------- | ------- |
| AS Trencín        |         | 2–2     | 1–0 2–1 | 4–1 1–1 | 0–0 5–2 | 1–1 2–1 | 0–1     | 2–2     | 4–2     | 4–0 2–0 | 3–1     | 3–3     |
| Dukla Banská B.   | 2–0 1–2 |         | 1–0     | 4–0 0–0 | 1–2 1–1 | 2–0     | 1–1     | 1–2 1–1 | 0–3     | 2–0     | 0–1 0–0 | 1–3 2–1 |
| Dunajská Streda   | 2–0     | 1–3 1–2 |         | 0–1 2–0 | 0–2     | 0–2 0–1 | 0–1     | 1–0 2–3 | 0–1     | 0–0     | 0–2     | 2–1 0–2 |
| MFK Košice        | 1–2     | 3–1     | 3–0     |         | 0–2 1–2 | 1–1     | 0–1 0–0 | 0–1     | 1–1 0–1 | 1–0 0–0 | 1–1 0–1 | 1–2     |
| FC Nitra          | 0–0     | 2–2     | 2–0 3–0 | 1–1     |         | 2–3     | 0–0 1–0 | 0–1     | 1–3 0–2 | 2–2 0–1 | 0–1 1–0 | 0–2     |
| MFK Ružomberok    | 1–1     | 2–0 2–0 | 3–1     | 1–1 2–0 | 0–0 1–1 |         | 0–1     | 1–0 0–0 | 0–0     | 1–1     | 4–0     | 1–2 0–1 |
| FK Senica         | 4–0 4–0 | 0–0 0–0 | 3–0 5–1 | 0–1     | 3–1     | 2–1 2–0 |         | 2–2     | 1–1     | 3–0 0–0 | 1–0     | 1–2 1–1 |
| Slovan Bratislava | 3–1 2–2 | 3–2     | 3–1     | 2–1 1–1 | 0–0 2–1 | 2–0     | 3–2 2–2 |         | 2–1 0–0 | 2–0     | 0–0 3–0 | 2–1     |
| Spartak Trnava    | 1–0 2–2 | 3–1 2–0 | 2–1 3–0 | 1–0     | 1–2     | 0–2 3–0 | 1–1 1–0 | 2–0     |         | 0–0 1–0 | 1–0     | 1–1     |
| Tatran Prešov     | 1–0     | 0–1 2–2 | 0–2 4–0 | 0–1     | 1–1     | 1–1 1–1 | 0–1     | 0–1 2–1 | 2–0     |         | 0–1     | 0–0 1–1 |
| ViOn Zlaté M.     | 3–0 2–3 | 1–0     | 2–1 3–2 | 3–2     | 1–1     | 1–0 3–5 | 0–0 1–3 | 1–1     | 0–1 0–2 | 1–2 1–2 |         | 1–1     |
| MŠK Žilina        | 0–0 2–2 | 3–1     | 2–0     | 1–1 1–0 | 2–0 2–0 | 2–1     | 3–1     | 2–1 3–0 | 0–1 1–0 | 1–0     | 2–2 1–0 |         |

## Eindstand
| №  | Club                     | WG | W  | G  | V  | DV | DT | +/- | Punten |
| -- | ------------------------ | -- | -- | -- | -- | -- | -- | --- | ------ |
|    | MŠK Žilina               | 33 | 19 | 10 | 4  | 52 | 27 | +25 | 67     |
| 2  | Spartak Trnava           | 33 | 19 | 8  | 6  | 44 | 22 | +22 | 65     |
| 3  | ŠK Slovan Bratislava     | 33 | 16 | 11 | 6  | 48 | 35 | +13 | 59     |
| 4  | FK Senica                | 33 | 15 | 12 | 6  | 47 | 23 | +24 | 57     |
| 5  | AS Trenčín               | 33 | 12 | 12 | 9  | 51 | 49 | +2  | 48     |
| 6  | MFK Ružomberok           | 33 | 11 | 11 | 11 | 39 | 34 | +5  | 44     |
| 7  | FC ViOn Zlaté Moravce    | 33 | 11 | 8  | 14 | 34 | 43 | –9  | 41     |
| 8  | FC Nitra                 | 33 | 9  | 12 | 12 | 33 | 39 | –6  | 39     |
| 9  | Dukla Banská Bystrica    | 33 | 9  | 10 | 14 | 37 | 44 | –7  | 37     |
| 10 | Tatran Prešov            | 33 | 7  | 12 | 14 | 23 | 35 | –12 | 33     |
| 11 | MFK Košice               | 33 | 6  | 11 | 16 | 25 | 40 | –15 | 29     |
| 12 | DAC 1904 Dunajská Streda | 33 | 5  | 1  | 27 | 21 | 63 | –42 | 16     |

|  | Geplaatst voor de tweede kwalificatieronde UEFA Champions League 2012/13 |
|  | Geplaatst voor de tweede kwalificatieronde UEFA Europa League 2012/13    |
|  | Geplaatst voor de eerste kwalificatieronde UEFA Europa League 2012/13    |
|  | Gedegradeerd naar de 1. slovenská futbalová liga                         |

## Statistieken

### Topscorers
- In onderstaand overzicht zijn alleen spelers opgenomen met negen of meer doelpunten achter hun naam

| № | Naam           | Club                  | Goals | Pen. | Duels | Gem. |
| - | -------------- | --------------------- | ----- | ---- | ----- | ---- |
| 1 | Pavol Masaryk  | MFK Ružomberok        | 18    | 3    | 32    | 0,56 |
| 2 | Juraj Halenár  | ŠK Slovan Bratislava  | 14    | 2    | 30    | 0,47 |
| 3 | Lester Peltier | AS Trenčín            | 11    | 0    | 27    | 0,44 |
| 4 | Martin Jakubko | Dukla Banská Bystrica | 10    | 0    | 17    | 0,59 |
| 5 | Róbert Pich    | MŠK Žilina            | 10    | 0    | 29    | 0,34 |
| 6 | Tomáš Majtán   | MŠK Žilina            | 9     | 0    | 28    | 0,32 |

### Meeste speelminuten
Bijgaand een overzicht van de spelers die in het seizoen 2011/12 in alle 33 competitieduels in actie kwamen voor hun club, van de eerste tot en met de laatste minuut. 
| Naam          | Club             | Duels | Min.  | Werd in het veld gebracht | Werd van het veld gehaald |
| ------------- | ---------------- | ----- | ----- | ------------------------- | ------------------------- |
| Martin Kuciak | FC Zlate Moravce | 33    | 2.970 | 0                         | 0                         |

### Nederlanders
Onderstaande Nederlandse voetballers kwamen in het seizoen 2011/12 uit in de Corgoň Liga.
| Naam          | Club      | Debuut     | Duels | Goals |
| ------------- | --------- | ---------- | ----- | ----- |
| Stef Wijlaars | FK Senica | 24.07.2010 | 22    | 3     |

### Toeschouwers
| №      | Club                     | Totaal  | Gem   | Duels | +/–     | Record |
| ------ | ------------------------ | ------- | ----- | ----- | ------- | ------ |
| 1      | Spartak Trnava           | 85.874  | 5.051 | 17    | +22,5%  | 8.482  |
| 2      | MŠK Žilina               | 50.877  | 2.993 | 17    | –6,5%   | 8.132  |
| 3      | AS Trenčín               | 41.374  | 2.586 | 16    | +131,4% | 4.123  |
| 4      | SK Slovan Bratislava     | 42.824  | 2.519 | 17    | +0,7%   | 5.486  |
| 5      | MFK Ružomberok           | 30.734  | 1.921 | 16    | +20,3%  | 3.627  |
| 6      | FC ViOn Zlaté Moravce    | 31.637  | 1.861 | 17    | +4,6%   | 4.225  |
| 7      | Dukla Banská Bystrica    | 29.410  | 1.730 | 17    | –11,2%  | 4.170  |
| 8      | 1. FC Tatran Prešov      | 26.749  | 1.653 | 16    | –5,0%   | 2.811  |
| 9      | DAC 1904 Dunajská Streda | 24.434  | 1.527 | 16    | –51,9%  | 3.273  |
| 10     | FK Senica                | 25.238  | 1.485 | 17    | –35,7%  | 2.687  |
| 11     | FC Nitra                 | 23.487  | 1.468 | 16    | –14,0%  | 4.020  |
| 12     | MFK Kosice               | 19.972  | 1.248 | 16    | +27,6%  | 3.100  |
| Totaal | Totaal                   | 432.610 | 2.183 | 198   | –3,0%   | 8.482  |